# Kościół św. Andrzeja Apostoła w Wyszkach
Kościół świętego Andrzeja Apostoła – rzymskokatolicki kościół parafialny należący do dekanatu Bielsk Podlaski diecezji drohiczyńskiej.
Budowa nowej, murowanej świątyni pod kierownictwem księdza Wincentego Wojtekunasa proboszcza parafii w Wyszkach została rozpoczęta w dniu 7 lipca 1902 roku. Nowa świątynia wzniesiona w stylu neogotyckim, została uroczyście poświęcona w dniu 28 sierpnia 1905 roku przez księdza Jana Kurczewskiego, kanonika Wileńskiej Kapituły Katedralnej. W tym sam roku budowla została konsekrowana przez księdza Edwarda Libera barona von Roppa, biskupa wileńskiego. W czasie I wojny światowej wojska rosyjskie zarekwirowały dzwony, natomiast sam kościół mocno ucierpiał podczas ostrzału artyleryjskiego. Po zakończeniu działań wojennych, wymagane remonty zostały przeprowadzone przez księdza Bolesława Wincentego Jarockiego, ówczesnego proboszcza parafii w Wyszkach. Pod koniec II wojny światowej wycofujące się niemieckie oddziały SS w dniu 30 lipca 1944 roku wysadziły wieże świątyni i zburzyły elewację frontową, uszkadzając sklepienie i ściany. W prowizorycznie odremontowanym kościele od 26 lipca 1945 roku rozpoczęto odprawiać nabożeństwa. Jego odbudowa, która została rozpoczęta przez księdza Izydora Niedroszlańskiego, proboszcza parafii w Wyszkach trwała wiele lat i została zakończona dopiero w 1961 roku, ale neogotyckie wieże niestety zostały zmniejszone.